# Mythoplastoides
Mythoplastoides är ett släkte av spindlar. Mythoplastoides ingår i familjen täckvävarspindlar.
Kladogram enligt Catalogue of Life:
| Mythoplastoides | \| \| Mythoplastoides erectus \| \| \| \| \| \| Mythoplastoides exiguus \| \| \| \| |
|                 | \| \| Mythoplastoides erectus \| \| \| \| \| \| Mythoplastoides exiguus \| \| \| \| |
|                 | Mythoplastoides erectus                                                             |
|                 |                                                                                     |
|                 | Mythoplastoides exiguus                                                             |
|                 |                                                                                     |